# This Above All
This Above All (bra: Isto, Acima de Tudo ou Isto Acima de Tudo) é um filme estadunidense de 1942, do gênero drama bélico-romântico, dirigido por Anatole Litvak, e estrelado por Tyrone Power e Joan Fontaine. O roteiro de R. C. Sherriff foi baseado no romance homônimo de 1941, de Eric Knight.
A trama retrata a história de uma mulher que desafia convenções ao se juntar à Força Aérea Auxiliar Feminina e se envolver romanticamente com um soldado desertor.
Ambientado durante a Segunda Guerra Mundial, o filme aborda, ainda que de forma superficial, temas sérios, incluindo consciência de classe e a moralidade da guerra.

## Sinopse
Durante a Segunda Guerra Mundial, Clive Briggs (Tyrone Power), um soldado inglês de origens humildes, resolve desertar porque julga não valer a pena lutar por um país dominado pela elite. Ele conhece Prudence Cathaway (Joan Fontaine), uma mulher que se uniu à Força Aérea Auxiliar Feminina, que descobre seu passado através de Monty (Thomas Mitchell), um amigo dele. Ao provar sua coragem resgatando vítimas de ataques aéreos, Clive é persuadido pela apaixonada Prudence de que a Inglaterra merece ser defendida por pessoas como ele.

## Elenco
- Tyrone Power como Clive Briggs
- Joan Fontaine como Prudence Cathaway
- Thomas Mitchell como Monty
- Henry Stephenson como General Cathaway
- Nigel Bruce como Ramsbottom
- Gladys Cooper como Iris Cathaway
- Philip Merivale como Dr. Roger Cathaway
- Sara Allgood como Garçonete
- Alexander Knox como Reitor
- Queenie Leonard como Violet Worthing
- Melville Cooper como Wilbur
- Jill Esmond como Emily, a enfermeira
- Holmes Herbert como Dr. Mathias
- Denis Green como Dr. Ferris
- Arthur Shields como Capelão
- Dennis Hoey como Parsons
- Thomas Louden como Vigário
- Miles Mander como Major

## Produção
Em 1941, três grandes estúdios, incluindo a Paramount Pictures e a 20th Century Fox, entraram em uma guerra de lances pelos direitos cinematográficos do romance homônimo de Eric Knight. Em julho de 1941, a Fox garantiu os direitos da história por pouco mais de US$ 100.000.
O MPA alegou que uma versão inicial do roteiro, que tratava de uma "história de relações ilícitas sem os valores morais compensatórios exigidos", era violadora do Código de Produção. Em uma carta à 20th Century Fox, o MPA observou que a história não apresentava os "padrões corretos de vida" em relação à representação de duas pessoas não casadas "indo viajar por uma semana, com propósitos imorais". Em defesa da história, a Fox mencionou dois filmes anteriores com tema semelhante, "A Farewell to Arms" (1932) e "The Old Maid" (1939), que haviam sido aprovados anteriormente. A agência não se convenceu pelo argumento do estúdio e ofereceu sugestões específicas sobre como modificar o roteiro para atender aos requisitos do Código.
Em 10 de novembro de 1941, o produtor Darryl F. Zanuck elaborou uma resposta de quatro páginas para o Escritório Hays, na qual acusou a agência de ignorar o roteiro enviado e, em vez disso, basear sua opinião no romance de Knight e no primeiro rascunho do roteiro. Zanuck também destacou que a Fox havia eliminado a gravidez ilegítima e o caso de amor ilícito da história.
No início de março de 1942, após submeter uma versão revisada do roteiro, a Fox foi informada de que o novo roteiro também não atendia às disposições do Código de Produção. O MPA então sugeriu mudanças específicas que tornariam o roteiro aceitável, incluindo a adição de uma cena que deixasse claro que "a ação de Prudence ao sair para um fim de semana com Clive não era a coisa certa ou aceitável a se fazer". Optando por não apelar da decisão do MPA, a Fox revisou o roteiro e finalmente obteve a aprovação.
A produção iniciaria em Shepherd's Bush, na Inglaterra. A 20th Century Fox planejava gastar um total de US$ 6.500.000 em seis filmes programados para iniciar sua produção, e que "This Above All" estava definido para receber a maior parte desse dinheiro. No entanto, até o final de setembro de 1941, os planos de gravar o filme na Inglaterra foram cancelados, presumivelmente devido à guerra. Além dos atrasos causados pela mudança de local, a Fox adiou o início da produção no meio de novembro para dar a Tyrone Power, que havia acabado de concluir seu papel em "Son of Fury: The Story of Benjamin Blake", um breve descanso. Em novembro, o filme foi adiado novamente para dar a Power e Joan Fontaine mais tempo para ensaiar suas cenas de amor.
A 20th Century Fox, em diferentes momentos, considerou escalar Robert Donat, Laurence Olivier e Richard Greene para o papel interpretado por Power. Fontaine, emprestada à Fox por David O. Selznick, inicialmente rejeitou sua escalação no filme e só a aceitou quando Selznick a ameaçou com uma suspensão.

## Recepção
Bosley Crowther, em sua crítica para o The New York Times, descreveu-o como "um filme bélico tenso e comovente" e "uma história de amor muito emocionante com um olhar sensível para paixões tensas em meio à Inglaterra em guerra", embora também tenha sentido que "a principal fraqueza do filme é que destaca a principal falha do original [o romance] – ou seja, ele negligencia uma racionalização da profunda mudança de opinião do personagem principal. E também deixa de estabelecer as convicções às quais ele se apega tão obstinadamente".

## Prêmios e homenagens
| Ano  | Cerimônia | Categoria                                                          | Indicado                                      | Resultado | Ref.         |
| ---- | --------- | ------------------------------------------------------------------ | --------------------------------------------- | --------- | ------------ |
| 1943 | Oscar     | Melhor direção de arte e decoração de interiores em preto e branco | Richard Day, Joseph C. Wright & Thomas Little | Venceu    | [ 9 ] [ 10 ] |
| 1943 | Oscar     | Melhor fotografia em preto e branco                                | Arthur Miller                                 | Indicado  | [ 9 ] [ 10 ] |
| 1943 | Oscar     | Melhor edição                                                      | Walter Thompson                               | Indicado  | [ 9 ] [ 10 ] |
| 1943 | Oscar     | Melhor som                                                         | Edmund H. Hansen                              | Indicado  | [ 9 ] [ 10 ] |